# Chaconine
L'α-Chaconine est un composé chimique stéroïdique du type glycoalcaloïde, de la famille des saponines, qui est présent chez les plantes de la famille des Solanaceae. C'est une substance toxique naturelle, très proche de la solanine, produite en particulier dans les pommes de terre vertes, ce qui leur donne un goût amer. Les tubercules produisent ce glycoalcaloïde en réponse à des agressions, fournissant aux plantes des défenses insecticides et fongicides.

## Toxicité
La présence de plus de 20 mg/100g de glycoalcaloïdes dans les tubercules est toxique pour l'homme.
Il y a eu des cas d'intoxication mortelle par des pommes de terre à forte teneur en glycoalcaloïdes, mais ces cas sont rares.